# Yours Truly (album de Ariana Grande)
Yours Truly este albumul studio debut al compozitoarei americane Ariana Grande. A fost lansat pe 30 august 2013, de Republic Records⁠(d). Cântecele albumului au fost înregistrate pe o perioadă de aproape trei ani, Harmony Samuels, Kenneth „Babyface” Edmonds, Patrick „J. Que” Smith și co-starul lui Grande, Leon Thomas III, precum și alții, s-au ocupat de producția muzicală a albumului. Printre colaboratorii principali se numără Big Sean, Mika, Mac Miller și Nathan Sykes din The Wanted's.

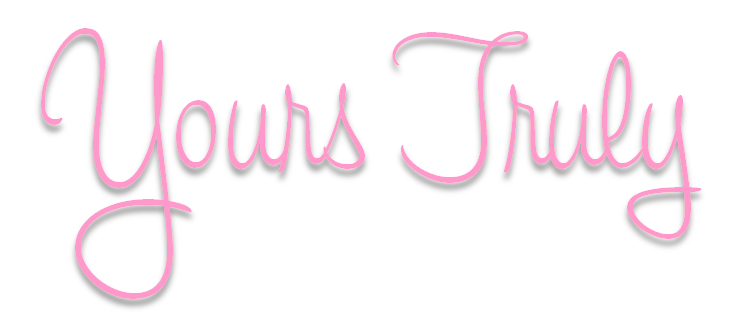

Yours Truly atrage influențe stilistice din muzica inspirațiilor artistice ale lui Grande, inclusiv cântăreții Whitney Houston, Amy Winehouse, Christina Aguilera și Mariah Carey. Din punct de vedere muzical, Yours Truly este un disc pop și R&B, în timp ce încorporează muzică hip hop din anii 1990, pop de pian din anii 1950 și muzică doo-wop în producția sa. Stephen Thomas Erlewine⁠(d) de la AllMusic a remarcat că, cu ajutorul Babyface, Grande a reușit să „recreeze atmosfera și senzația anilor ’90” cu albumul. A fost apreciat de critici la lansare, cu laude pentru vocea lui Grande.
Yours Truly a debutat în topul Billboard 200 din SUA, cu peste 138.000 de unități vândute în prima sa săptămână. A făcut-o pe Grande a cincisprezecea artistă care a debutat vreodată pe primul loc în Statele Unite cu albumul ei de debut. Albumul a fost certificat platină de Recording Industry Association of America (RIAA). De asemenea, a adunat primele zece vârfuri în Australia, Canada, Danemarca, Irlanda, Japonia, Țările de Jos și Regatul Unit. Yours Truly a fost prezentat în topurile Billboard 200 de la sfârșitul anului, atât în 2013, cât și în 2014.
Albumul a fost precedat de lansarea single-ului principal, „The Way”, pe 26 martie 2013. A devenit un hit de top zece în topul Billboard Hot 100 din SUA, ajungând pe locul nouă. Cel de-al doilea single, „Baby I”, a fost lansat pe 22 iulie 2013 și a ajuns pe locul 21 pe Hot 100. Al treilea și ultimul single, „Right There”, a fost lansat pe 6 august 2013 și a ajuns pe locul 84. în SUA. Yours Truly a, fost promovat în continuare cu redări live ale melodiilor albumului în timpul turneului The Listening Sessions⁠(d) din 2013.